# NGC 7726
NGC 7726 (другие обозначения — PGC 72024, UGC 12721, MCG 4-55-40, ZWG 476.98, DRCG 37-67) — линзообразная галактика (S0) в созвездии Пегас.
Этот объект входит в число перечисленных в оригинальной редакции «Нового общего каталога».